# Ally McBeal
Ally McBeal és una sèrie nord-americana creada per David I. Kelley i protagonitzada per Calista Flockhart. La sèrie es va emetre entre 1997 i 2002 a la cadena FOX. A Espanya es va estrenar al març de 1999 a Telecinco, el 2002 es va tornar a emetre a la cadena FOX Espanya i el 2006 ho va fer el canal Cuatro.
La sèrie, tot i desenvolupar-se dins d'un món d'advocats, mostra poc sobre la pràctica legal i les tècniques de l'advocacia. Va tenir bastant d'èxit en els seus inicis, però va rebre comentaris negatius per part dels crítics de televisió i dels grups feministes que van ressaltar una mostra evident de manca de coneixements legals en el personatge principal, així com la seva inestabilitat emocional. Això va causar que Flockhart perdés una mica de pes a l'inici de la segona temporada (octubre de 1998) fent remuntar l'audiència que el programa havia perdut. Però quan Robert Downey Jr. va ser forçat a deixar les drogues per problemes legals, i altres personatges centrals es van anar deslligant de la història, l'audiència va tornar a caure. Ni Matthew Perry ni el cantant Jon Bon Jovi van poder salvar la sèrie, que es va cancel·lar al final de la cinquena temporada, malgrat que el darrer any destacà per l'evolució radical de la protagonista cap una sèrie de situacions de reflexions vitals i humanes.

## Sinopsi
Als seus 27 anys, acomiaden l'Ally McBeal (Calista Flockhart) del seu treball per denunciar un assetjament sexual per part d'un dels principals socis del bufet. Tot canvia quan es troba amb un antic company de carrera i aconsegueix un lloc a «Cage & Fish». Allí entaularà amistat amb els seus companys i es trobarà amb una sorpresa: el seu ex-promès Billy (Gil Bellows), ara casat, és company del bufet i, encara pitjor, es retroba amb Karen Virginia Antonia Gomez de Salazar i Castella (Toni Moreno), la seva pitjor enemiga de la universitat

## Personatges principals
- Calista Flockhart - Ally McBeal (1997-2002):

És la protagonista de la sèrie. L'acomiaden del seu anterior bufet perquè va denunciar que un dels socis li va tocar el cul. L'Ally és l'estereotip de dona moderna i autosuficient, s'enamora amb facilitat, és llesta, amigable i molt imaginativa. La base de la sèrie són les seves fantasies i al·lucinacions.
- Greg Germann - Richard Fish (1997-2002):

És el propietari, juntament amb en John, del bufet on transcorre la major part de la història. Sempre està amb aforismes i només li importen els diners. No té pudor en dir les coses com les pensa. Sortia habitualment amb la jutge Whipper, fins que coneix la Ling.
- Jane Krakowski - Elaine Vassal (1997-2002):

És la simpàtica secretària de l'Ally. A més d'agafar els encàrrecs, es dedica a tafanejar en el treball. És sexi, atrevida i molt tafanera. Sempre està buscant el moment de cantar, ja que ho fa molt bé, la qual cosa genera més d'una batussa amb la Renné per aconseguir el protagonisme. Se sent sola, per això sempre està pendent de tot el món.
- Peter MacNicol - John Cage (1997-2002):

És, al costat d'en Richard, el propietari del bufet. L'anomenen «pa de pessic». És molt popular al món de l'advocacia pels seus curiosos i originals mètodes per portar el jurat al seu terreny. És, després de l'Ally, el tipus més rar del bufet. Està enamorat de la Nelle, però abans ho havia estat de l'Ally.
- Portia de Rossi - Nelle Porter (1998-2002):

S'incorpora al bufet en la segona temporada. Fitxa per «Cage&Fish» per la seva enorme reputació i la seva gran cartera de clients. A causa de la seva bellesa i la seva cabellera rossa (sempre recollida) tot el personal femení l'odia, fins i tot l'Ally. John Cage se sent molt atret per ella. És l'única amiga de la Ling. Els seus mètodes com a advocada són agressius i molt efectius.
- Lucy Liu - Ling Woo (1998-2002):

Va arribar al bufet en la segona temporada. Apareix com una amiga i clienta habitual de la Nelle, ja que sempre està buscant la manera de demandar algú. Amb el temps es descobreix que també és advocada i el bufet la contracta. És despietada, directa, sensual i segura de si mateixa. Tothom tem els seus atacs verbals, sent l'antítesi de l'Ally. Sempre va vestida a la moda.
- Lisa Nicole Carson - Renée Radick (1997-2001):

És fiscal del districte. També és companya de pis de l'Ally i el seva millor amiga. És extrovertida, llançada i usa tot el seu erotisme per a defensar-se. També està dotada d'una sorprenent veu, la qual ha demostrat algunes vegades en el bar fet que genera una gran rivalitat amb l'Elaine. Sempre dona consells a l'Ally.
- Gil Bellows - Billy Thomas (1997-2000):

L'amor platònic de l'Ally. Sortien junts des que eren petits, fins que ell va marxar a estudiar dret a Princeton, tot i que en realitat la va deixar per què va conèixer la Geòrgia. Després de diversos anys, està casat amb la Geòrgia i es retroba amb l'Ally al bufet on treballen ambdós.
- Courtney Thorne-Smith - Geòrgia Thomas (1997-2000):

Va conèixer en Billy en la facultat de dret, i ella va ser la raó per la qual ell va deixar l'Ally. Es van casar i van acomiadar la Geòrgia del bufet on treballava per «ser massa maca» segons l'esposa del seu cap, i la van contractar a «Cage&Fish». Geòrgia es fa amiga de l'Ally.
- Dyan Cannon - Jutge Jennifer "Whipper" Cone (1997-1999):

És sovint la jutgessa que presideix els judicis de «Cage&Fish». Durant les primeres temporades manté una relació amb en Richard a qui li encanta tocar-li el «pap». Ho deixen amb en Richard en adonar-se que no busquen el mateix en una relació.
- Vonda Shepard - Ella mateixa (1997-2002):

És la cantant del bar de sota el Bufet, on solen acudir tots després del treball.

## Personatges secundaris
- Tracey Ullman - Dr. Tracey Clark (1998-2000)
- Albert Hall - Jutge Seymore Walsh (1998-2002)
- Robert Downey Jr. - Larry Paul (2000-2001)
- James LeGros - Mark Albert (2000-2001)
- Regina Hall - Corretta Lipp (2002)
- Josh Hopkins - Raymond Milbury (2002)
- James Marsden - Glenn Foy (2002)
- Julianne Nicholson - Jenny Shaw (2002)
- Barry Humphries - Claire Otoms (2002)
- Hayden Panettiere - Maddie Harrington (2002)
- Jon Bon Jovi - Victor Morrison (2002)
- Christina Ricci - Liza Bump (2002)
- Jesse L. Martin - Dr. Greg Butters (1998-1999)
- Taye Diggs - Jackson Duper (2001)
- Gina Philips - Sandy Hingle (1999-2000)
- Jeffrey Kramer - Transeünt
- Lisa Edelstein - Cindy McCauliff (2000–01)

## Guia d'episodis

### Música
Vonda Shepard és qui es va encarregar al llarg de la sèrie d'interpretar la música del programa, en aquest moment Vonda era una desconeguda, la seva cançó "Searchin 'My Soul" es va convertir en tema central de la sèrie.
Molts dels temes que interpreta velles cançons que s'escolten mentre veiem com transcorre la sèrie sense veure a la cantant en aquest moment, però a més a més, Ally i els seus companys del bufet d'advocats, després de les seves hores de treball van al bar on canta Vonda a distendre's, allí es veu a la cantant i en alguns episodis diu un parell de línies.
Amb la popularitat del programa en augment i l'èxit de la música de Vonda es van llançar els àlbums: 
| Nom de l'Àlbum                             | Track# | Data             |
| ------------------------------------------ | ------ | ---------------- |
| Songs from Ally McBeal                     | 14     | Maig de 1998     |
| Heart and Soul: New Songs from Ally McBeal | 14     | Novembre de 1999 |
| Ally McBeal: A Very Ally Christmas         | 14     | Novembre de 2000 |
| Ally McBeal: For Once in My Life           | 14     | Abril de 2001    |
| The Best of Ally McBeal                    | 12     | Octubre de 2009  |

Altres artistes destacats es presenten en la sèrie com Barry White que hi apareix freqüentment, Al Green i Tina Turner. Josh Groban va interpretar el paper de Malcolm Wyatt en el final de la temporada de maig de 2001, interpretant l'episodi "You're Still You". El creador de la sèrie, David I. Kelley, va quedar impressionat amb el rendiment de Groban en l'esdeveniment de la celebració familiar, i basat en la reacció del públic cap a Groban, Kelley li va crear un personatge fet a mida per a ell..

## Premis
Globus d'Or (4): 
- 2001 Millor Actor de Repartiment en Sèries, Mini-Sèries a Robert Downey Jr.
- 1999 Millor Sèrie Comèdia/Musical.
- 1998 Millor Sèrie Comèdia/Musical.
- 1998 Millor Actriu de Sèries Comèdia/Musical a Calista Flockhart.

Premis Emmy (7): 
- 2001 Millor Càsting en Sèrie de Comèdia a Nikki Valko i Ken Miller.
- 2001 Millor Actor de Repartiment en una Comèdia a Peter MacNicol.
- 2000 Millor Mescla de So per a una Sèrie de Comèdia o programa especial a Paul Lewis, Nello Torri i Peter Kelse per l'episodi "The Car Wash".
- 1999 Millor sèrie de comèdia a David I. Kelley (productor executiu), Jeffrey Kramer (co-productor executiu), Jonathan Pontell (co-productor executiu), Mike Llest, Steve Robin, Pamela J. Wisne i Peter Burrell;
- 1999 Millor actriu convidada en una sèrie de comèdia a Tracey Ullman.
- 1999 Millor Mescla de So per a una Sèrie de Comèdia o programa especial a Paul Lewis, Nello Torri i Peter Kelse per l'episodi "Love's Illusions".
- 1998 Millor Mescla de So per a una Sèrie de Comèdia o programa especial a Paul Lewis, Nello Torri, Kurt Kassulke i Peter Kelsey.

Screen Actors Guild Awards (2): 
- 2001 Millor Interpretació d'Actor Masculí de Sèries de Comèdies a Robert Downey Jr.
- 1999 Millor Interpretació de Repartiment en una Sèrie de Comèdia a Calista Flockhart, Lisa Nicole Carson, Lucy Liu, Gil Bellows, Greg Germann, Jane Krakowski, Portia de Rossi, Peter MacNicol, Vonda Shepard i Courtney Thorne-Smith.

American Comedy Awards (2): 
- 2000 Millor Aparició Graciosa Femenina en Sèries a Betty White.
- 1999 Millor Aparició Graciosa Femenina en Sèries a Tracey Ullman.

Television Critics Association Awards (2): 
- 1999 Assoliment Individual en Drama a David I. Kelley,
- 1998 Programa Nou de l'Any.

ASCAP Film and Television Music Awards (3): 
- 2000 Top TV Sèries a Paul Christian Gordon
- 2000 Top TV Sèries a Vonda Shepard,
- 1999 Top TV Sèries a Vonda Shepard.

- Aftonbladet TV Prize (Suècia): 1999 Millor Programa de TV Estranger.

- American Choreography Awards (USA): Assoliments Notables en Televisió - Episodi a Joseph Malone per l'episodi "I Will Survive".

- American Cinema Editors (USA): Millor Edició en Sèries d'1 hora a Philip Carr Neel per l'episodi "The Car Wash".

- BMI Film & TV Awards: l'any 1999 a Danny Lux.

- Banff Television Festival: 1999 Millor Comèdia per l'episodi "Theme of Life".

- Càsting Society of America: 2001 Millor Càsting de TV en Comèdia d'Episodis a Nikki Valko i Ken Miller.

- International Monitor Awards: 1998 Millor Assoliment en Film Original de Sèries de Televisió a David I. Kelley, Jeffrey Kramer, Jonathan Pontell, Mike Llest, Steve Robin i Pamela J. Wisne per l'episodi "Cro-Magnon".

- Motion Picture Sound Editors: 2001 Millor Edició de So en Televisió d'Episodis - Musicals a Sharyn M. Tylk i Jennifer Barak (editors de música).

- Peabody Awards: guanyador en 1999.

- TP d'Or (Espanya): 2000 Millor Sèrie Estrangera.

Television Critics Association Awards (2): 
- 1999 Assoliment individual en Drama a David I. Kelley,
- 1998 Programa de l'Any.

Viewers for Quality Television Awards(3): 
- 1999 Millor actor de repartiment en una sèrie de comèdia de qualitat a Peter MacNicol,
- 1998 Millor Actriu en Comèdia de Qualitat a Calista Flockhart
- 1998 Millor Actriu de Suport en Comèdia a Lisa Nicole Carson.